# Maria Christina Henriette của Áo
Maria Christina Henriette Desideria Felicitas Raineria của Áo (21 tháng 7 năm 1858 – 6 tháng 2 năm 1929) là Vương hậu Tây Ban Nha với tư cách là người vợ thứ hai của Alfonso XII của Tây Ban Nha. Maria Christina là Nhiếp chính hậu trong thời gian ngai vàng bị bỏ trống giữa lúc chồng qua đời vào tháng 11 năm 1885 và khi con trai là Alfonso XIII, chào đời vào tháng 5 năm 1886, và sau đó cho đến khi Alfonso trưởng thành vào tháng 5 năm 1902.